# Roman Amojan
Roman Amojan (ur. 3 września 1983 w Erywaniu) – ormiański zapaśnik w stylu klasycznym, brązowy medalista olimpijski, srebrny i brązowy medalista mistrzostw świata, dwukrotny mistrz Europy.
Występuje w kategorii do 55 kilogramów. W 2008 zdobył brązowy medal igrzysk olimpijskich. Srebrny w 2009 roku i brązowy medalista mistrzostw świata w zapasach (2010). Na mistrzostwach Europy zdobył dwa złote (2006, 2011) i cztery srebrne krążki (2003, 2005, 2008, 2016). Piąty na igrzyskach europejskich w 2015. Pierwszy w Pucharze Świata w 2010 roku.